# Чипока
Чипо́ка (англ. Chipoka) — селище, центральний населений пункт та адміністративний центр дистрикту Саліма Центрального регіону Малаві.
Населення — 6395 осіб (2018, 5476 у 2008, 3986 у 1998).